# Tomislav Barišić
Tomislav Barišić (Posušje, 6. ožujka 1993.), hrvatski i bosanskohercegovački nogometaš koji trenutno nastupa za NK Krško. Igra na mjestima obrambenoga veznog, desnoga bočnoga i desnoga krila.
Nastupao je za bosanskogercegovačku reprezentaciju do 21 godine.
U mlađim kategorijama igrao je za juniorsku momčad zagrebačkoga Dinama i Zagreba, u kojemu je i započeo karijeru. Nastupao je za Rudeš, mostarski Velež, Celje, Lučko, drugu momčad zagrebačkoga Dinama, mostarski Zrinjski i Posušje.
Sa Zagrebom je osvojio 2. HNL u sezoni 2013./14.

## Vanjske poveznice
- Igrački profili na Transfermarktu, Soccerwayu i Sofascoreu